# أسماء الباجوري
أسماء الباجوري ممثلة مصرية حاصلة على الماجستير في التمثيل والإخراج ، بدات مشوارها الفني علي المسرح وبالأخص من خلال مشاركتها في مسرحية "البلكونة"،ثم بعد ذلك شاركت في عدة مسرحيات أخرى مثل مسرحية "في إيه يا مصر"، حتى بدأت تُعرف بعد ذلك في مجال التمثيل وشاركت بعد ذلك في المسلسلات.

## أعمالها من المسلسلات التلفزيونية
- دائرة الاشتباه (2006)
- الأشرار (2009)
- العتبة الحمرا (2010)
- سي عمر وليلى أفندي (2010)
- الخفافيش (2012)
- هرم الست رئيسة (2012)
- طيري يا طيارة (2012)
- أم الصابرين (2012)
- جداول (2013)
- يا أنا يا إنتي (2015)
- الصندوق الأسود (2015)
- شطرنج (2015)
- ألوان الطيف (2015)
- الكيف (2016)